# Shell, Wyoming

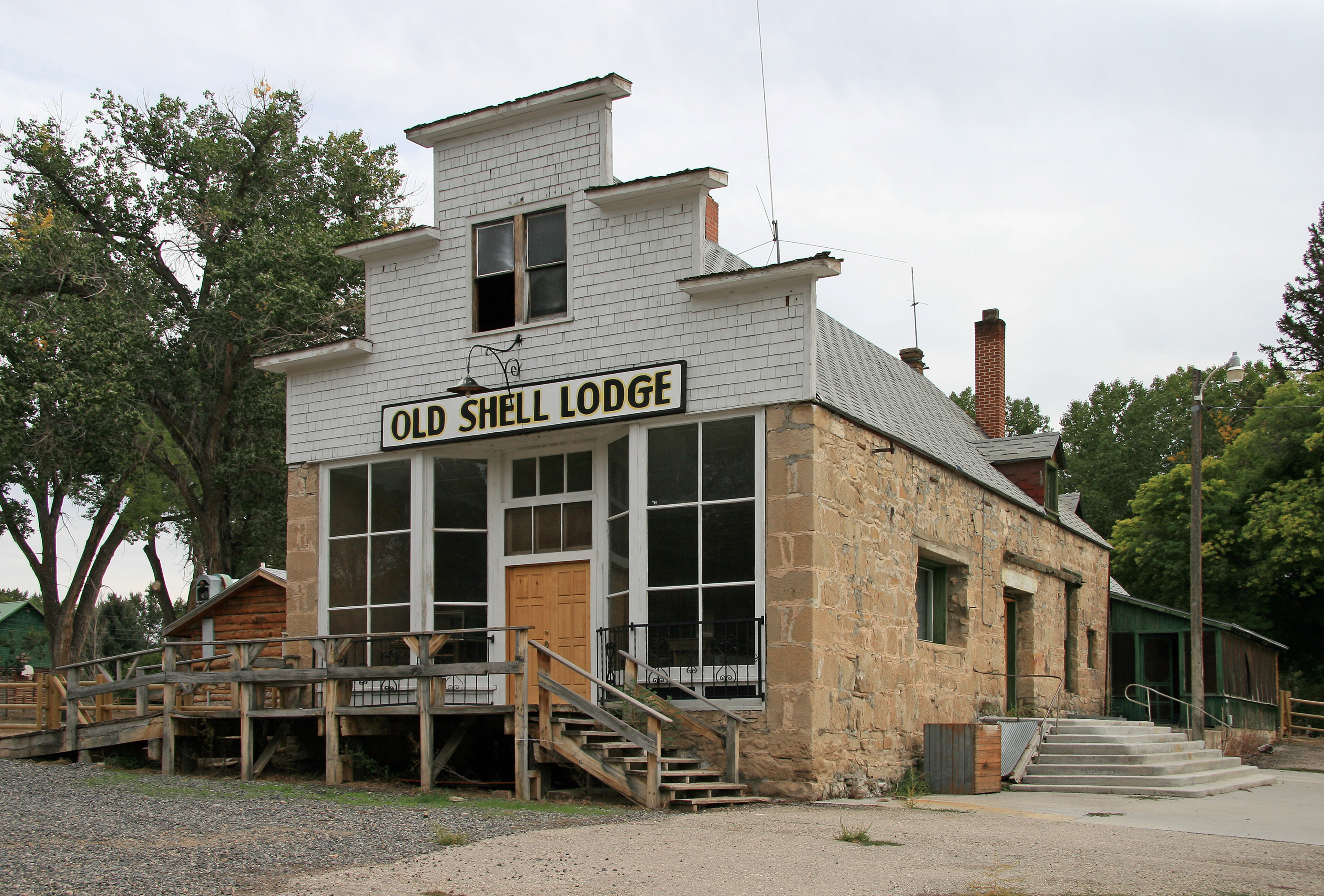
Old Shell Lodge.

Shell är en ort (census-designated place) i Big Horn County i norra delen av den amerikanska delstaten Wyoming. Orten ligger i countyts östra del, vid U.S. Route 14 och vattendraget Shell Creek. Befolkningen uppgick till 83 personer vid 2010 års federala folkräkning.

## Geografi
Shell ligger vid västra foten av Big Horn Mountains, vid Shell Canyons mynning. Vattendraget Shell Creek rinner från bergen genom orten och rinner härifrån mot sammanflödet med Bighorn River nära Greybull.

## Sevärdheter

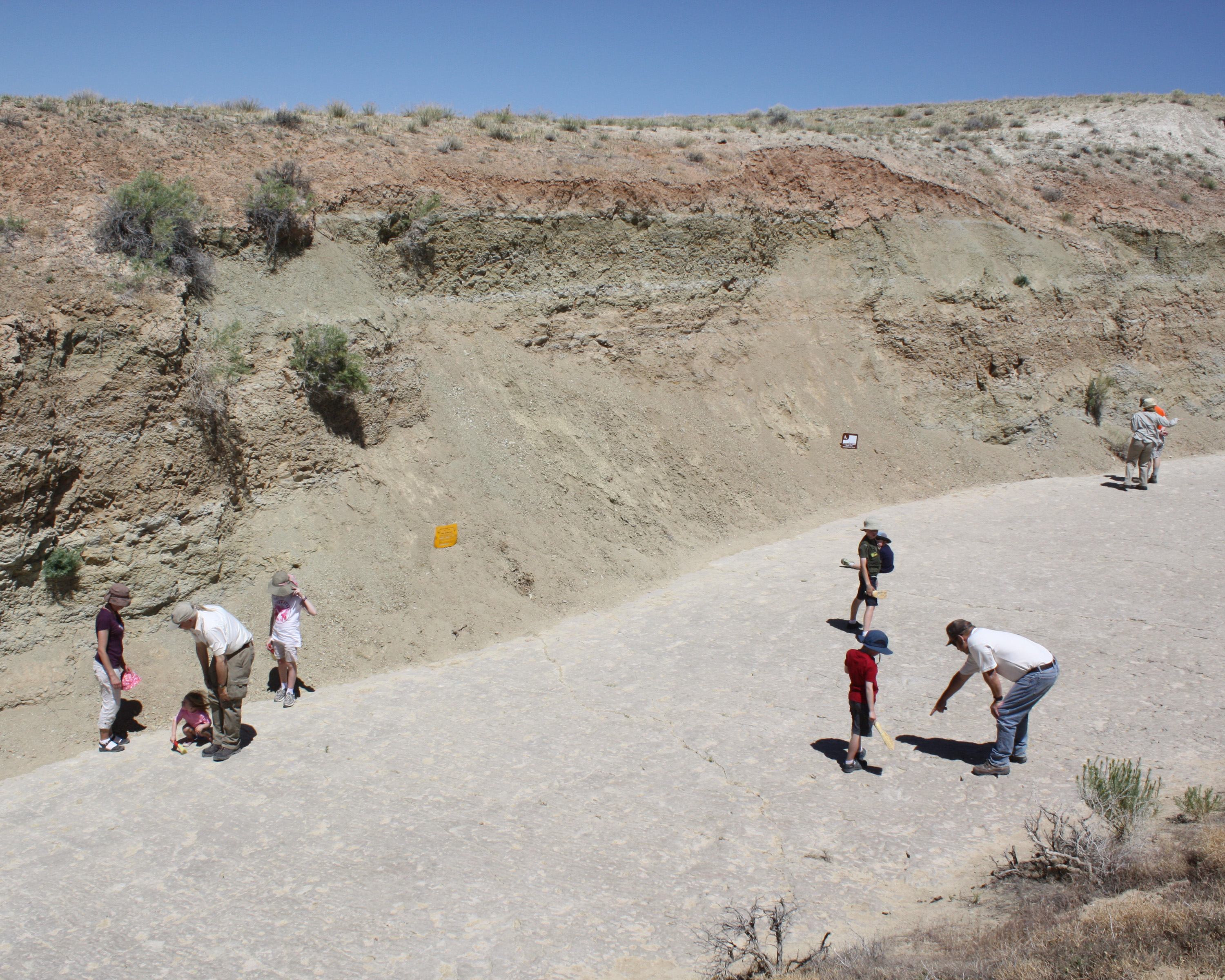
Dinosauriespår vid Red Gulch.

Orten har sitt namn efter de många fossila skal som finns i trakten. Cloverlyformationen och Morrisonformationen är två internationellt kända fyndplatser för många dinosauriefossil, och vid Red Gulch finns en samling mycket välbevarade dinosauriefotavtryck från mellersta juraperioden. Ett känt fynd vid Morrisonformationen är "Big Al", ett välbevarat fossil av en ung Allosaurus, som idag finns på Museum of the Rockies i Bozeman, Montana.

## Utbildning och forskning
Iowa State University har en fältstation i Shell.